# ضرورة زائفة
الضرورة الزائفة، أو «نظرية مناهضة الجبرية الاجتماعية،» هي نظرية اجتماعية معاصرة تدعو إلى تكيفية التنظيمات الاجتماعية وقدرتها على التشكل بطرق جديدة.
ترفض النظرية افتراض أن قوانين التغير تحكم تاريخ المجتمعات الإنسانية وتحد من حرية البشر. فهي نقد فكري للجبرية المعتقد وجودها في النظرية الاجتماعية التقليدية، والتي تعتقد أن أجزاء النظام الاجتماعي ضرورية أو نتيجة للتدفق الطبيعي للتاريخ مثل: الليبرالية أو الماركسية. وترفض النظرية فكرة أن المجتمعات الإنسانية يجب أن تنظم بطريقة معينة، مثل الديمقراطية الليبرالية، وأن النشاط البشري يلتزم بأشكال معينة مثل الإنسان الاقتصادي. تستخدم نظرية الضرورية الزائفة التحليل البنائي لفهم النظم الاجتماعية السياسية، ولكنها تتجاهل الميل لتجميع الفئات غير القابلة للتجزئة ولوضع تفسيرات تشبه القوانين. فتهدف إلى تحرير النشاط البشري من النظم والقيود الضرورية، وتجعل العالم دون قيود بحيث يصبح الممكن واقعًا.
طور المفكرون السياسيون المعاصرون والفلاسفة نظرية الضرورة الزائفة ودافعوا عنها. استخدم روبرتو مانجابريا أنجر النظرية في تطوير البدائل الاجتماعية، والسياسية، والاقتصادية، كما في النشاط السياسي والتعيينات في السياسة البرازيلية. قارن ريتشارد رورتي اتجاه النظرية نحو الليبرالية مع يورغن هابرماس، وأطلق عليها بديلاً قويًا «لمدرسة الاستياء فيما بعد الحداثة.» وذكر مفكرون آخرون أن النظرية عبارة عن «تحدٍ يمكن أن تتجاهله العلوم الاجتماعية عندما تكون في خطر.» كتب برنارد ياك أنها ساهمت في «إعطاء دفعة جديدة لنهج كانط إلى مشكلة تحقيق حرية الإنسان في مؤسساتنا الاجتماعية.»

## الخلفية التاريخية
تتضمن النظرية الاجتماعية الحديثة توترًا بين تحقيق حرية الإنسان وضرورة السياق الاجتماعي. رأى أصحاب النظرية السياسة الليبرالية في القرن السابع عشر، مثل توماس هوبز وجون لوك، أن القضية تتلخص في تضحية المرء ببعض حرياته الشخصية حتى يحصل على غيرها. فهم يرون السياق الاجتماعي قيد تمكين—فرض ضروري يحصر النشاط في بعض المجالات من أجل توسيعه في غيره. (فعلى سبيل المثال، تجبرنا قوانين المرور على القيادة على أحد جانبي الطريق ولكنها تسمح لنا بالتحرك بحرية أكثر مقارنة بما إذا كنا نضطر للتوقف بين الحين والآخر بسبب زحمة السير.) وفي العالم السياسي الاجتماعي، ذكر هؤلاء المفكرون الليبراليون أننا نوافق على التنازل عن حريتنا للسلطة السياسية من أجل الحصول على قدر أكبر من الحرية من [الحالة الطبيعية. فالسلطة السيادية عائق، ولكنه يسمح لنا بحرية أكبر من العوائق التي قد يفرضها الآخرون علينا. وبهذه الطريقة، يمكن رؤية السياق كوسيلة لزيادة نطاق الحرية وليس تقليلها.
عارض مفكرو عصر التنوير المؤسسات والمنظمات الدينية، والأرستقراطية، والمستبدة بوصفها الحالة الطبيعية للعالم. ومع ذلك، فهم لا ينادون بالحرية المطلقة للفرد خارج أي سياق للإجبار. فبالنسبة إليهم، لا يزال النشاط البشري يخضع لأنواع معينة من النظم الاجتماعية التي أعقبت ضرورة تاريخية ما.
متأثرًا بفرضية إيمانويل كانت الخاصة بحرية الإنسان، والتي تفترض عدم وجود دليل لدحض حريتنا المطلقة أو قدرتنا على مقاومة الهيمنة الخارجية، ذكر المفكرون في نهاية القرن الثامن عشر كيف حدت المؤسسات الاجتماعية من الحرية الشخصية. فذكر مفكرون مثل جوهان جوتليب فيخته، وفريدريش شيلر، وشيلينج، وغيورغ فيلهلم فريدريش هيغل أن هذه المؤسسات التي تقيد الحرية الشخصية وتعرض الأفراد للخوف والأذى تهين كرامة الإنسان وتنكر استقلاله الفردي. لكنهم حاولوا صياغة قوانين عالمية، والتي بدورها أدت إلى نظم اجتماعية وسياسية جبرية. فوضع ماركس، على سبيل المثال، الإنسانية تحت رحمة الضرورة التاريخية والمؤسسية.
تسعى نظرية الضرورة الزائفة المعاصرة إلى تحقيق هذه الفكرة في مجموعها، والهروب من قيود النظريات الليبرالية والماركسية. وتهدف إلى تحقيق التكيفية الاجتماعية عن طريق فصل حرية الإنسان عن أي سياق اجتماعي ضروري أو مسار تاريخي. وتعترف النظرية بالحاجة إلى السياق الاجتماعي، ولكنها تؤكد أيضًا على قدرة الإنسان على تجاوز أي سياق. فلا يجب أن تقيد الإنسانية بأي بنية.

## نظرية الضرورة الزائفة
يعود الفضل في تطوير النظرية إلى الفيلسوف والسياسي روبرتو مانجابريا أنجر. طرح أنجر كتابه الرئيسي حول هذه الأطروحة، الضرورة الزائفة: نظرية مناهضة الجبرية الاجتماعية في خدمة الديمقراطية الراديكالية (False Necessity: Anti-necessitarian social theory in the service of radical democracy)، للمرة الأولى عام 1987 حيث طبع في مطبعة جامعة كامبريدج، وأعيد إصداره عام 2004 بواسطة فيرسو بمقدمة جديدة من 124 صفحة، وتذييل جديد «خمس أطروحات حول علاقة الدين بالسياسة، توضيح بدلائل من التجربة البرازيلية.»
تسعى نظرية الضرورة الزائفة إلى فهم البشر والتاريخ البشري دون أن نجعل أنفسنا هدفًا للقدر (بحد زعم النظرية). فترفض الافتراض بأن قوانين معينة وضرورية للتنظيم والتغيير يحكم الأعراف الاجتماعية، والسياسية، والاقتصادية للسلوك البشري وبالتالي تحد من حرية الإنسان. فتعتقد أن المشكلة تكمن في نظرية البنية التقليدية العميقة، مثل الماركسية، فهي تجمع بين تمييز البنية العميقة والممارسة الروتينية مع نوعي التنظيم الاجتماعي غير القابل للتجزئة، والقيود الراسخة والقوانين التطورية. وترفض النظرية القيود، وتركز على الكيفية التي يتشكل بها السلوك البشري بفعل البنى العميقة لهذه الأعراف، وكيف أنها من الممكن إعادة تشكيلها إذا امتلكنا الإرادة، إما في مجملها أو جزء منها. فالهدف منها إنقاذ النظرية الاجتماعية وإعادة إنشاء مشروع تأكيد الذات والمجتمع.
فبدلاً من «قيد التمكين» أو «البنية العامة»، تدافع النظرية عن «البنى الرافضة للبنية» - أي البنى التي تتمكن من انحلالها الذاتي وإعادة صنعها. لأن هذه البنى تقيد عادة من أنشطتنا، وهو ما سيرفع من مدى حريتنا.

## المشروع الراديكالي
طورت نظرية الضرورة الزائفة فكرة أن تنظيم المجتمع يمكن صنعه وبالتالي إعادة صنعه - فيمكننا أن نثور ضد العوالم التي صنعناها؛ ويمكننا أن نتوقف عن التمرد ونؤقلم أنفسنا في أحد هذه العوالم. وبالتأكيد على تحررية الأعراف والبنى الاجتماعية، توفر النظرية أساسا لشرح أنفسنا وشرح عالمنا دون استخدام مذهب الجبرية أو نظم الأعراف المحددة مسبقًا.
وتنتقد نظرية الضرورة الزائفة التقليدية الراديكالية وتوحد فروعها. فتحرر المثل اليسارية والليبرالية من عبودية الأعراف، وتحرر مُثل الحداثة من عبودية البنى. كما تفصل النظرية الالتزام الراديكالي من الادعاءات الطوباوية وتقدم أساسًا نظريًا للسلوك التحويلي. ويعتقد أنجر، أن السلوك التحويلي لا يجب أن يكون تعديلاً كاملاً أو ثورة كاملة، ولكنه بدل من ذلك «تغير تدريجي وتراكمي في تنظيم المجتمع.» ويكمن حل هذا المشروع في ما ذكره أحد النقاد، «مواصلة التمرد ضد المغالطة الطبيعية (وهو، الخلط بين العارض والجوهري وبين الطارئ والضرورة) وإلى إحداث تحرر لا رجعة فيه من الضرورة الزائفة.»

## كتابات أخرى
- Unger, Roberto Mangabeira. False necessity: anti-necessitarian social theory in the service of radical democracy: from Politics, a work in constructive social theory. London: Quantum, 2004.
- Unger, Roberto Mangabeira. Social Theory: Its Situation and its Task. Politics 2. New York: Verso, 1987.
- Yack, Bernard. The longing for total revolution: philosophic sources of social discontent from Rousseau to Marx and Nietzsche. Princeton, N.J: Princeton University Press, 1986.

## وصلات خارجية
- Homepage of Roberto Mangabeira Unger